# Tauromaquia y teatro
Con tauromaquia y teatro nos referimos a obras de teatro cuyo argumento, temática o alguno de cuyos protagonistas se encuentra relacionado con el toro o el torero, o las circunstancias que giran a su alrededor.  El toreo por ser una fiesta de carácter popular y seguida por una parte importante de la población española, ha sido abordado en un sinnúmero de obras desde distintas ópticas.

## Obras destacadas
Entre las obras de teatro destacadas que se basan en la tauromaquia y la fiesta de los toros, se cuentan:
- El torero más valiente, drama de Miguel Hernández.[2] Su argumento trata sobre Flores un torero que fallece por culpa de una botella que le lanzan en la Plaza de Toros, que lo distrae y así es corneado por el toro. La esposa de Flores y la novia de José el otro torero que estaba con él, acusan a José de no haber maniobrado de forma tal de evitar que el toro corneara a Flores.  A causa del encono que las mujeres le manifiestan José desalentado deja el toreo por un tiempo, pero al volver a las lides es corneado y muere. Su peón cree que José ha buscado de manera deliberada la muerte en un suicidio disimulado.

- Zaya, escrita por el torero Ignacio Sánchez Mejías.[3] La obra se estrenó en 1928 en el Teatro Pereda de Santander. La misma relata el devenir de Alberto Zaya un torero retirado, muy conectado con su pasado, por los recuerdos que rememora con su antiguo mozo de espadas Ezpeleta. En la obra se plasma el enfrentamiento entre su esposa y Ezpeleta, ella que no quiere que estos recuerdos animen a Zaya a regresar a las lides, y Ezpeleta que reaviva el fuego por el ruedo. Zaya quita todos los objetos y recuerdos relacionados con el torero para no influir sobre su hijo José y su sobrino Pepito; una práctica que han realizado muchos matadores, inclusive el mismo Sánchez Mejías.

- La cornada, drama de Alfonso Sastre. La obra se estrenó en el teatro Lara de Madrid, en 1960. Su argumento es estrictamente taurino y, enfatiza temas profundos en la vida de un torero: el valor y el miedo, el amor y las relaciones, el tener que pagar por torear en los comienzos de la carrera, el fraude en las astas de los toros denominado “afeitado” y el uso del estoque simulado entre otros.

## Obras de teatro relacionadas con temas taurinos
- ¡A los toros!. Comedia  de Ricardo de la Vega

- ¡A los toros de Sevilla!. Sainete lírico, con libreto de Carlos L. Olmedo y música de Emilio López del Toro.

- Abanicos y panderetas o ¡A Sevilla en el botijo!. De Serafín y Joaquín Álvarez Quintero.

- A puerta gayola. Zarzuela, de autor desconocido y música de Manuel Martínez Baena.

- Academia de toreo. De Antonio Bolado y Peinado.

- Academia taurina. Entremés lírico, de Mariano Tirado y música de J. Lucio Mediavilla y Rafael Gayoso Piñeiro.

- La afición. De José Ramos Martín.

- Los aficionados. Sainete lírico  de autor desconocido y música de Joaquín Valverde y Manuel Quislant.

- Los aficionados. Sainete lírico de Mariano Perni y música de Antonio Puig

- Agencia taurina. Pasillo lírico de Jerónimo García Bosque y J. Morales del Campo, con música de Manuel Satorres.

- Al toro que es una mona. Sainete lírico  de Valeriano León, con música de Severo Muguerza y E. Navarro Tadeo

- El alcalde toreador. Sainete lírico  de autor desconocido y música de A. Guerrero. Estrenado en el siglo XVIII.

- Alma torera. Sainete lírico de P. Llabrés y Felipe Subrá, con música de J.M. de Tena.